# Pteris chiapensis
Pteris chiapensis är en kantbräkenväxtart som beskrevs av Alan Reid Smith. Pteris chiapensis ingår i släktet Pteris och familjen Pteridaceae. Inga underarter finns listade.